# Aurora (Magic)

Il logo del set

Aurora (in inglese Morningtide) è un'espansione del gioco di carte collezionabili Magic: l'Adunanza. In vendita in tutto il mondo dal 1º febbraio 2008, Aurora è il secondo e ultimo set del mini-blocco chiamato blocco di Lorwyn, che comprende anche l'espansione precedente, Lorwyn appunto. Un'altra classificazione dei blocchi dice che Lorwyn e Aurora facciano parte di un mega-blocco formato da quattro espansioni (ambientate tutte sullo stesso piano dimensionale), insieme con Landa Tenebrosa e Vespro.

## Ambientazione
La storia di Aurora riprende dalla fine di quella di Lorwyn. L'anziano silvantropo Colfenor era preoccupato, sapeva che il festival dei racconti di quest'anno, durante il quale gli abitanti di Lorwyn festeggiano e salutano l'aurora, sarebbe andato storto, e avrebbe provocato drastici mutamenti a lui e ai segreti che custodisce. Per questo ha preparato in segtreto un grande piano. Rhys, l'elfo studente di Colfenor rimase vittima di un attacco magico, che gli danneggiò i corni e la reputazione. Chiese allora consiglio al vecchio silvantropo, che invece di ascoltarlo gli chiese di piantare i suoi semi in una lontana foresta. Ma mentre Rhys e i suoi allievi erano lontani per eseguire l'incarico, Colfenor fu ucciso da un potente attacco magico, ma anche questo faceva parte del piano. Appena Rhys ebbe sotterrato la pigna di Colfenor, spuntò un alberello di silvantropo femmina, con una nuova personalità ma con tutta la memoria e la saggezza del vecchio mentore. Il passo successivo del piano è trovare e riuscire a comunicare con Rosheen Meanderer, un gigante che blatera in continuazione cose senza senso. Tutta Lorwyn si sta preparando a un evento che sembra debba essere straordinario, comprese la riservata regina delle Fate Oona e l'ignifera Cenerina, sempre più sopraffatta dalla connessione che la lega alla grande entità elementale. L'aurora rappresenterà probabilmente il risveglio dal lungo e piacevole sogno che è stata finora la vita idilliaca su Lorwyn.

## Caratteristiche
Aurora è composta da 150 carte, stampate a bordo nero, così ripartite:
- per colore: 28 bianche, 28 blu, 28 nere, 28 rosse, 28 verdi, 6 incolori, 4 terre.
- per rarità: 60 comuni, 40 non comuni e 50 rare.

Il simbolo dell'espansione è un sole fiammeggiante all'orizzonte, e si presenta nei consueti tre colori a seconda della rarità: nero per le comuni, argento per le non comuni, e oro per le rare.
Aurora è disponibile in bustine da 15 carte casuali e in 4 mazzi tematici precostituiti da 60 carte ciascuno:
- Battaglione (blu/bianco)
- Codice del Guerriero (verde/rosso)
- Brigantaggio (blu/nero)
- Sciamanismo (verde/nero)

Aurora fu presentata in tutto il mondo durante i tornei di prerelease il 19 gennaio 2008, in quell'occasione venne distribuita una speciale carta olografica promozionale: la Porta dei Destini, che presentava un'illustrazione alternativa rispetto alla carta che si poteva trovare nelle bustine.

### Ristampe
Nel set sono state ristampate le seguenti carte:
- Intimidatore di Boldwyr (dal set Visione Futura)
- Guerriero Elfico (dai set Assalto e Nona Edizione)

## Novità
Aurora introduce tre nuove abilità nel gioco, riprende con alcune modifiche le meccaniche di Lorwyn e sviluppa la tematica dell'espansione precedente basata sui tipi di creatura. La particolarità che contraddistingue Lorwyn da Aurora è che se la prima era basata sulle razze (Kithkin, Goblin, Tritoni ecc.) la seconda lo è sulle classi (Soldato, Farabutto, Sciamano ecc.).

### Nuove abilità

#### Parentela
All'inizio del tuo mantenimento possiamo guardare la prima carta del grimorio e rivelarla se ha lo stesso tipo della carta con parentela innesca determinati effetti.

#### Predatore
Permette di giocare carte con un costo di mana diverso e con effetti aggiuntivi se nello stesso turno si è inflitto danno con una creatura farabutto.

#### Rinforzare
Pagando un determinato costo di mana e scartando la carta permette di aggiungere segnalini +1+1 a una creatura bersaglio.